# باناجيوتيس لاغوس
باناجيوتيس لاغوس (باليونانية: Παναγιώτης Λαγός)‏ (18 يوليو 1985 سلانيك اليونان - ) هو لاعب كرة قدم يوناني، يلعب كلاعب وسط، شارك في الألعاب الأولمبية الصيفية 2004.

## مسيرته الكروية
لعب باناجيوتيس لاغوس خلال مسيرته الاحترافية مع 4 أندية في خمسة عشر موسمًا وسجل خلالها 16 هدفًا ضمن 209 مباراة. حيث فاز في موسم واحد بالكأس ولم يفز بأي دوري.
خاض باناجيوتيس لاغوس مسيرته مع نادي إيراكليس في موسم 2002–03 ليلعب معه أربعة مواسم، مشاركًا في 72 مباراة سجل خلالها 10 أهداف. ثم انتقل إلى نادي أيك أثينا في موسم 2006–07 ليلعب معه سبعة مواسم، حيث شارك في 90 مباراة سجل خلالها 3 أهداف. لينتقل بعدها إلى نادي فورسكلا بولتافا في موسم 2012–13 ولمدة موسمين، مشاركًا في 11 مباراة ولم يسجل أي هدف. ثم انتقل إلى نادي أبولون سميرني في موسم 2014–15 ولمدة موسمين، مشاركًا في 36 مباراة سجل خلالها 3 أهداف.

## وصلات خارجية
باناجيوتيس لاغوس على موقع اتحاد أوكرانيا (الإنجليزية)
- باناجيوتيس لاغوس على موقع قاعدة بيانات كرة القدم.إي يو (الإنجليزية)
- باناجيوتيس لاغوس على موقع ناشيونال فوتبول تيمز (الإنجليزية)
- باناجيوتيس لاغوس على موقع Soccerway.com (الإنجليزية)
- باناجيوتيس لاغوس على موقع عالم كرة القدم.نت (الإنجليزية)
- باناجيوتيس لاغوس على موقع أوليمبيديا (الإنجليزية)